# Cantó de Vabre
El cantó de Vabre és un cantó francès del departament del Tarn, situat al districte de Castres. Té sis municipis i el cap cantonal és Vabre.

## Municipis
- Ferrièiras
- La Casa
- Lo Mas Nòu
- Sent Pèire de Trevesi
- Sent Salvi de Carcavés
- Vabre

## Història
| Data d'elecció                           | Identitat         | Partit                   | Qualitat |
| ---------------------------------------- | ----------------- | ------------------------ | -------- |
| 1982-1988                                | Paul Faure        | UDF                      |          |
| 1988-1994                                | Jean-Marie Arnaud | RPR                      |          |
| 1994-2008                                | Philippe Folliot  | Divers droite, desprésNC |          |
| 2008-                                    | Jacques Pagès     | Divers gauche            |          |
| les dades anteriors no són pas conegudes |                   |                          |          |
|                                          |                   |                          |          |

## Demografia
| 1962  | 1968  | 1975  | 1982  | 1990  | 1999  | 2006  |
| ----- | ----- | ----- | ----- | ----- | ----- | ----- |
| 3.001 | 3.455 | 3.040 | 2.936 | 2.598 | 2.322 | 2.325 |